# Club Atlético Tucumán 2010-2011

## Rosa
| N. |                      | Ruolo | Calciatore            |
| -- | -------------------- | ----- | --------------------- |
|    | Argentina (bandiera) | P     | Gustavo Pérez         |
|    | Argentina (bandiera) | P     | José Valdiviezo       |
|    | Argentina (bandiera) | D     | Diego Ávila           |
|    | Argentina (bandiera) | D     | Andrés Bressán        |
|    | Argentina (bandiera) | D     | Diego Reynoso         |
|    | Argentina (bandiera) | C     | Ezequiel Arriola      |
|    | Argentina (bandiera) | C     | Damián Musto          |
|    | Argentina (bandiera) | C     | Sebastián Longo       |
|    | Argentina (bandiera) | D     | Martín Martos         |
|    | Argentina (bandiera) | C     | Claudio Sarría        |
|    | Argentina (bandiera) | A     | Pablo Graneros        |
|    | Argentina (bandiera) | D     | Mauricio Verón        |
|    | Argentina (bandiera) | P     | Lucas Ischuk          |
|    | Argentina (bandiera) | A     | Luis Miguel Rodríguez |
|    | Argentina (bandiera) | C     | César Montiglio       |

| N. |                      | Ruolo | Calciatore             |
| -- | -------------------- | ----- | ---------------------- |
|    | Argentina (bandiera) | D     | Exequiel Herrera       |
|    | Argentina (bandiera) | C     | Martín Granero         |
|    | Argentina (bandiera) | C     | Alexis Nicolás Castro  |
|    | Argentina (bandiera) | C     | Diego José Erroz       |
|    | Argentina (bandiera) | D     | Matías Dei Matei       |
|    | Argentina (bandiera) | P     | Julián Espeche         |
|    | Argentina (bandiera) | D     | Daniel Molina          |
|    | Argentina (bandiera) | D     | Javier Páez            |
|    | Argentina (bandiera) | D     | Juan Manuel Azconzábal |
|    | Argentina (bandiera) | A     | Leopoldo Gutiérrez     |
|    | Uruguay (bandiera)   | A     | Josemir Lujambio       |
|    | Argentina (bandiera) | A     | Diego Barrado          |
|    | Perù (bandiera)      | C     | Renzo Sheput           |
|    | Argentina (bandiera) | D     | Gustavo Toranzo        |